# De dónde soy
A De dónde soy (jelentése spanyolul: ’Honnan vagyok’) Thalía mexikói énekesnő ötödik kislemeze hatodik, Amor a la mexicana című stúdióalbumáról. Szerzői Carla Aponte és César Lemos, producere Emilio Estefan. Stílusa modern elektronikus elemekkel kevert szamba. A dal rádiós formátumban jelent meg, videóklip nem készült hozzá.
A dal egyfajta tiltakozást fejez ki a fajgyűlölet ellen, és békére szólítja a különböző rasszokhoz tartozókat a szerelem jegyében:
| (spanyolul) «Mezcla de colores, mezcla de sabores Todos somos uno, igual a todos, aquí o allá Mezcla de ilusiones llena corazones Cadena de vida, una sola voz cantando a la paz» | (magyarul)„Színek keveréke, ízek keveréke Mindannyian egyek vagyunk, egyenlőek mindenkivel, itt vagy ott Ábrándok keveréke tölti meg a szíveket Életlánc, egyetlen hang a békéért énekel.” |
| | |

Portugál nyelvű változata, a De onde sou [ʤi ˈõʤi ˈsoː], amely az album brazíliai kiadásán jelent meg bonus trackként.